# Lancia 3Ro
Der Lancia 3Ro war ein schwerer Einheits-Lastkraftwagen (Autocarro Unificato) der italienischen Armee vom Zweiten Weltkrieg bis in die 1960er-Jahre. Bis zum Kriegsende wurden beschlagnahmte oder neu gelieferte Lancia-3Ro-Lastwagen außerdem von der deutschen Wehrmacht eingesetzt.

## Geschichte

### RO BN und NM
1933 erschien der Lancia Ro (oder 264) als erster einer Reihe von schweren LKW in den Ausführungen BM und NM mit Otto- oder Dieselmotor, letzterer mit einem Junkers-Zweizylinder-Zweitakt-Gegenkolbenmotor, der von Fiat in Lizenz hergestellt wurde. Als besondere Innovation wurde das in Italien zum ersten Mal eingebaute 4-Gang-Getriebe mit Untersetzung betrachtet. Außer von der italienischen Armee wurde der robuste Lancia Ro auch im zivilen Bereich eingesetzt, wo er als Tankwagen, Reparatur- und Transportfahrzeug eingesetzt wurde. In der Armee diente er als Transportfahrzeug in der Divisionsartillerie und bei der Panzertruppe. 1935 bis 1936 kamen 228 Fahrzeuge in den ostafrikanischen Kolonien zum Einsatz, wo sie sich angesichts der schwierigen Geländeverhältnisse als robuste und zuverlässige Fahrzeuge erwiesen. Am „Marsch auf Addis Abeba“ kamen 118 Lancia Ro zum Einsatz. Im Mai 1938 nahmen 900 Lancia Ro an den Militärmanövern in Libyen teil.
In den Jahren 1934 bis 1938 beschaffte die italienische Armee 3056 Ro NM und 1701 Ro BN. An zivile Kunden wurden 429 Ro geliefert.

#### Technische Daten
| Motor           | Zweizylinder-Zweitakt-Gegenkolben-Dieselmotor mit 64 PS |
| Hubraum         | 3180 cm³                                                |
| Getriebe        | 4 Vorwärts-, 1 Rückwärtsgang                            |
| Geschwindigkeit | 32 km/h                                                 |
| Gewicht         | 5140 kg                                                 |
| Fahrbereich     | 300 km                                                  |
| Verbrauch       | 30 l / 100 km                                           |

### 3RO

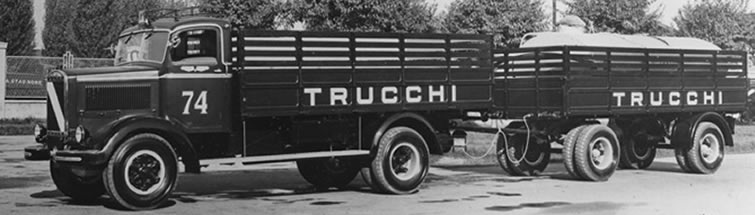
Zivile Ausführung des Lancia 3Ro mit Anhänger

1938 wurde der Ro zum Lancia 3Ro weiterentwickelt. Er bekam einen stärkeren Fünfzylinder-Dieselmotor und im Gegensatz zu seinen Vorgängern Luftbereifung. Eine Neuerung war sein 8-Gang-Getriebe. Auf seiner Ladefläche konnten 32 Soldaten, ein leichter Panzer oder sieben Pferde transportiert werden. Im Zweiten Weltkrieg wurde der 3Ro in der Sowjetunion und in Afrika eingesetzt. Der Aufbau des 3Ro wurde aufgrund des Einsatzgebietes mit einer 100-mm-Haubitze erweitert.
Ungefähr 9500 Ro3 wurden während des Krieges produziert, davon
| Jahr | Anzahl |
| 1939 | 657    |
| 1940 | 2646   |
| 1941 | 3162   |
| 1942 | 1643   |
| 1943 | 1205   |
| 1944 | 51     |
| 1945 | 1      |

Ab April 1944 wurden die von der deutschen Wehrmacht bestellten Fahrzeuge mit Einheitskabine geliefert. Die Wehrmacht erhielt zwischen Januar 1944 und Januar 1945 772 Lancia 3Ro, ab 1943 und bis Februar 1945 dürften etwa weitere hundert mehr geliefert worden sein. Die 3Ro der Wehrmacht kamen auf dem Balkan und an der Italienfront zum Einsatz.
Nach 1945 lief die Produktion von 3Ro noch bis 1950 weiter. Erst 1964 wurden die letzten Ro3 außer Dienst gestellt.

#### Technische Daten
| Motor           | Fünfzylinder-Dieselmotor mit 93 PS |
| Hubraum         | 6875 cm³                           |
| Getriebe        | 5 Vorwärts-, 1 Rückwärtsgang       |
| Geschwindigkeit | 45 km/h                            |
| Gewicht         | 5610 kg                            |
| Fahrbereich     | 450 km                             |
| Verbrauch       | 24 l / 100 km                      |

## Varianten
Italien hatte bereits vor dem Ersten Weltkrieg begonnen, Geschütze auf Lastkraftwagen zu montieren, um diese beweglich zu machen. Ursächlich waren die Erkenntnisse des Italienisch-Türkischen Krieges von 1911 bis 1912 in Libyen, die zeigten, dass es einen künftigen Bedarf an mobilen Flugabwehrwaffen gab. Diese in Italien auch „Autocannoni“ genannten Fahrzeuge wurden so zu Selbstfahrlafetten umgerüstet. Der Einsatz des Lancia Ro begann noch vor dem Zweiten Weltkrieg, als Trägerfahrzeug für eine 76-mm-Kanone der italienischen Marine.

### Selbstfahrlafette Lancia Ro da 76/30
Vor dem Zweiten Weltkrieg wurde im Bestand an mobiler Artillerie der Regia Marina (Italienischen Marine) von zwei Batterien mit je 4 Geschützen um eine dritte Batterie mit 6 Geschützen aufgestockt. Alle 14 Geschütze wurden bei Beginn des Krieges auf Lancia Ro, als Fahrgestell, umgerüstet und der Milizia Marittima Artiglieria zugeteilt.
Verteilt auf drei Batterien 13. (5 Geschütze), 14. (5 Geschütze) und 16. (4 Geschütze) gehörten die Geschütze nach wie vor zur Marine und wurden auch beim Einsatz in Heeresverbänden von Marinepersonal bedient. Während der Kämpfe in Nordafrika war eine Gruppe (2 Geschütze) der 14. Batterie bei der 60. Infanterie-Division „Sabratha“ und die 16. Batterie bei der 16. Infanterie-Division „Pistoia“ eingesetzt.

### Selbstfahrlafette 90/53 su Lancia 3 Ro
Der Einsatz deutscher 88mm-Flak auf Selbstfahrlafetten, während des Frankreich-Feldzuges der Wehrmacht führte dazu, dass man bei Ansaldo darüber nachdachte, das Flugabwehrgeschütz 90/53 Mod. 39/41 für ein vergleichbares Fahrzeug zu verwenden. Ein Prototyp auf einem schweren Alfa Romeo Lkw wurde im Januar 1941 dem italienischen Kriegsministerium vorgestellt. Man akzeptierte das Konzept, verlangte jedoch die Verwendung des Lancia 3 Ro als Chassis. Man vermutet, dass der, bei einer Parade in Moskau vorgestellte, sowjetische YaG-10 6x4 mit einer 76,2mm L/50 Mod. 1931 den Entwurf des neuen Fahrzeugs auf dem Lancia 3 Ro - Fahrgestell beeinflusst hat.
Ansaldo wurde vom Generalstab angewiesen eine Kettenselbstfahrlafette, einen Entwurf auf dem 6x6 Breda Dovunque und auf dem 4x2 Lancia 3 Ro umzusetzen. Schon am 6. Februar 1941 war der Prototyp fertig und ab dem 10. Februar erfolgte die Schießerprobung. Eine erste Bestellung von 30 Fahrzeugen vom 10. März wurde am 1. April auf 10 Fahrzeuge reduziert (2x 4 Stück für die Batterien und 2 Reserve Fahrzeuge). Im September wurde die Menge wieder auf 30 Stück erhöht. Außerdem wurden Lancia 3 Ro als begleitende Munitionsfahrzeuge mit Munitionsbehältern ausgerüstet. Im Verbund von Divisionen kamen 90/53 su Lancia 3 Ro in Nordafrika zum Einsatz. Als Weiterentwicklung entstand 1942 die Semovente 90/53.

### Selbstfahrlafette  100/17 su Lancia 3Ro
Die Raggruppamento Esplorante Corpo d’Armata di Manovra (Mobile Aufklärungsgruppe der Armeekorps) bildete Ende 1941 eine motorisierte Batterie mit 100/17 Haubitzen Modell 14 von Skoda, die Italien im Ersten Weltkrieg erbeutet hatte, auf der Basis von Lancia 3 Ro NM. Bei den Fahrzeugen wurden die Kabinenoberteile entfernt, die Ladebordwände gekürzt und das Geschütz, ohne Räder mit der Feuerrichtung nach hinten auf der Ladefläche montiert. Die Fahrzeuge kamen ab November 1942 zum Einsatz.
Im Jahr 1942 wurde eine zweite Kleinserie von 12 Fahrzeugen gefertigt, die einige Änderungen gegenüber der ersten Serie aufwiesen. Schnell fällt bei der 2. Serie das 8mm Berda Modell 38 Maschinengewehr zur Selbstverteidigung auf.